# Gerhard Pfeiffer (Politiker)
Gerhard Pfeiffer  (* 29. August 1943 in Wien) ist ein österreichischer Politiker, seit 2006 im Ruhestand. Er war ab Oktober 1978 bis Juni 1991 Bezirksrat und Klubobmann in seinem Heimatbezirk Wien - Döbling und ab Juni 1991 bis November 2005 Abgeordneter zum Wiener Landtag und Mitglied des Wiener Gemeinderates, sowie Vorsitzender des Gemeinderatsausschusses für Planung und Zukunft (1996–2000).

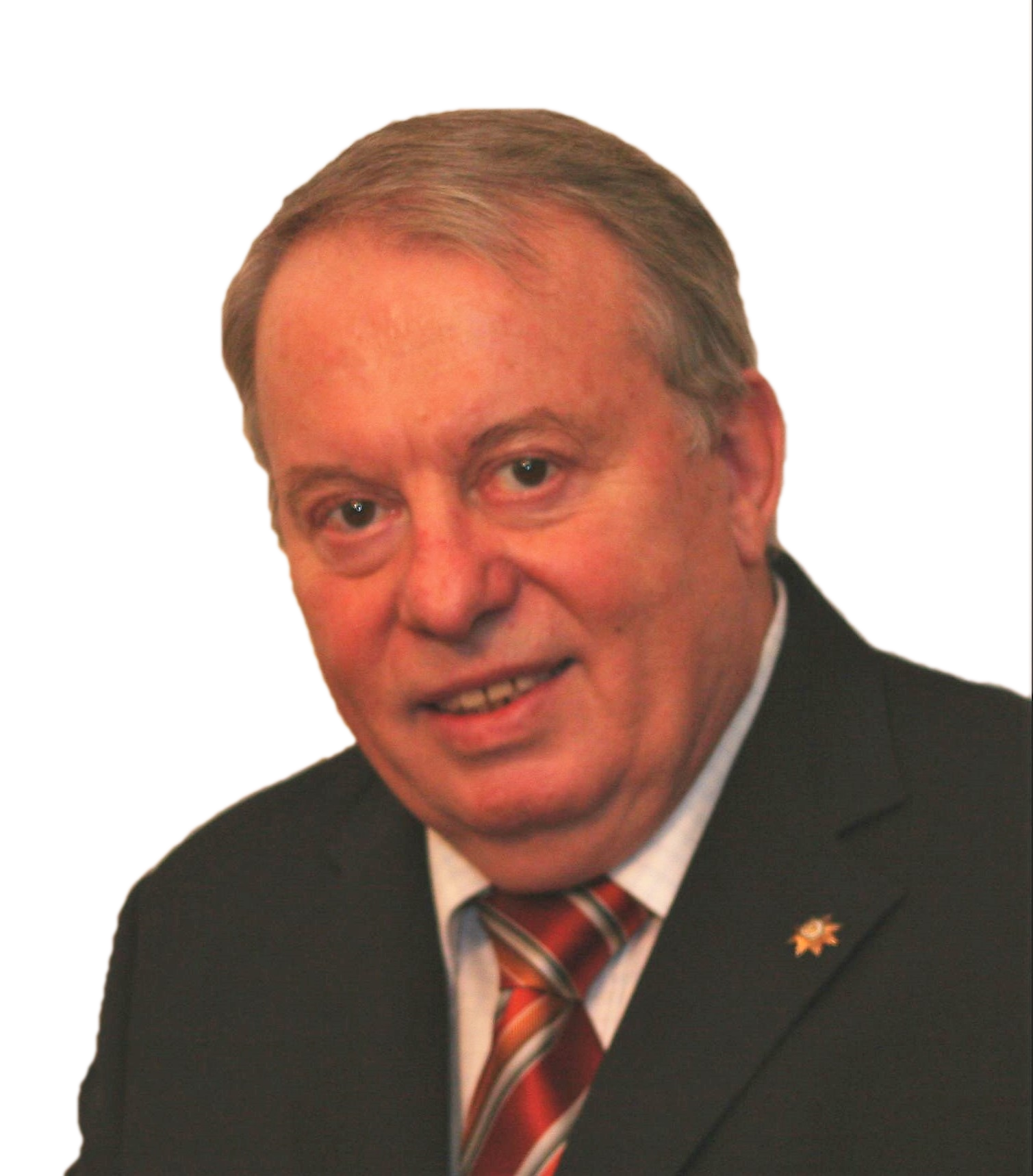
Gerhard Pfeiffer

## Werdegang
Pfeiffer wuchs in Wien - Währing und Hernals auf, maturierte 1961 an der Albertus-Magnus-Schule der Marianisten und studierte vier Semester an der Hochschule für Welthandel und war in dieser Zeit Mitglied der KAV Norica. Er absolvierte den Präsenzdienst als Offiziersanwärter, wurde 1974 Leutnant, 1978 Oberleutnant und Kommandant einer Milizkompanie von 1982 bis 1988.
Sein Berufsleben begann er 1966 bei IBM Österreich als Programmierer, arbeitete dann ab 1967 bei den Optischen Werken Reichert AG in Wien als Abteilungsleiter und später Prokurist bis 1992. Von 1969 bis 2020 zusätzlich als Selbständiger mit seinem IT-Unternehmen "bit data-sevice".

## Politik
Von 1978 bis 1991 war Gerhard Pfeiffer Präsident von "Gut gekauft in Döbling" der Einkaufsstraßen Vereinigung Döblinger Wirtschaftstreibender und von 1991 bis 2006 Obmann des Wirtschaftsbundes Döbling, sowie vier Jahre Parteiobman-Stv. der ÖVP Döbling.
In der Wiener Wirtschaftskammer war er ab 1982 Ausschussmitglied der Allgemeinen Innung und später Mitbegründer der Wiener Fachgruppe für Unternehmensberatung und Datenverarbeitung. Dort ab 1985 bis 2000 Fachgruppenobmann Stv. und ab 1990 fünf Jahre Obmann des RGO Ausschusses Informationstechnologie der Wirtschaftskammer Österreich.
Pfeiffer initiierte die Grundlagen für Berufsbild, Allgemeine Geschäftsbedingungen, Gütesiegel sowie eine Wirtschafts- und Qualitätsoffensive der österreichischen Datenverarbeiter.
In der Kommunalpolitik setzte er sich für Einrichtung eines Bio Technologieclusters in Wien ein, gründete drei Bürgerinitiativen (gegen Autobahnabfahrt Grinzing, für digitale Parkraumbewirtschaftung und gegen die Verbauung Heiligenstadts).
Gerhard Pfeiffer war als Gemeinderat und Landtagsabgeordneter von 17. Juni 1991 bis 18. November 2005 in den Ausschüssen Gesundheit, Planung und Zukunft (Vorsitzender) und Kontrollausschuss tätig.

## Ehrungen
- Berufstitel Kommerzialrat
- Wehrdiensterinnerungsmedaille in Gold
- Wehrdienstzeichen 3. Klasse
- Großes Silbernes Ehrenzeichen der Wirtschaftskammer Wien
- Silbernes Verdienstzeichen des Landes Wien, Beschluss Wiener Landesregierung 22.06.1989, Pr. Zl. 1799/89, Überreichung: 17.10.1989 (MDP/E)
- Goldenes Ehrenzeichen für Verdienste um das Land Wien, Beschluss Wiener Landesregierung 22.10.2002, Überreichung 21.05.2003 (MDA/E-179/2002)

## Nachweise
- Solt, Wolfgang (1994). Personenindex, in: Josef Rauchenberger (Hg.), Stichwort Demokratie, Wien
- Geschichte Wien Wiki

| Personendaten    | Personendaten              |
| ---------------- | -------------------------- |
| NAME             | Pfeiffer, Gerhard          |
| KURZBESCHREIBUNG | österreichischer Politiker |
| GEBURTSDATUM     | 29. August 1943            |
| GEBURTSORT       | Wien                       |